# Chorągiew Krakowska ZHP
Chorągiew Krakowska ZHP im. Tadeusza Kościuszki – jednostka terenowa Związku Harcerstwa Polskiego.
Działa na terenie województwa małopolskiego. Siedzibą władz chorągwi jest Kraków.
Bohaterem chorągwi jest generał Tadeusz Kościuszko.

## Hufce
Chorągiew składa się z 22 hufców:
1. Hufiec ZHP Andrychów
2. Hufiec ZHP Bochnia
3. Hufiec ZHP Brzesko
4. Hufiec Gorczański ZHP im. Władysława Orkana z siedzibą w Mszanie Dolnej
5. Hufiec ZHP Gorlice
6. Hufiec ZHP Jordanów
7. Hufiec ZHP Kęty
8. Hufiec ZHP Kraków-Krowodrza
9. Hufiec ZHP Kraków-Nowa Huta
10. Hufiec ZHP Kraków-Podgórze
11. Hufiec ZHP Kraków-Śródmieście
12. Hufiec ZHP Krzeszowice
13. Hufiec ZHP Myślenice
14. Hufiec ZHP Nowy Sącz
15. Hufiec ZHP Olkusz
16. Hufiec ZHP Oświęcim
17. Hufiec ZHP Podhalański
18. Hufiec Podkrakowski ZHP im. Krakowskich Szarych Szeregów
19. Hufiec ZHP Tarnów im. gen. Józefa Bema
20. Hufiec ZHP Trzebinia
21. Hufiec ZHP Wieliczka
22. Hufiec Ziemi Wadowickiej ZHP

## Historia

### Początki działalności harcerskiej w Małopolsce

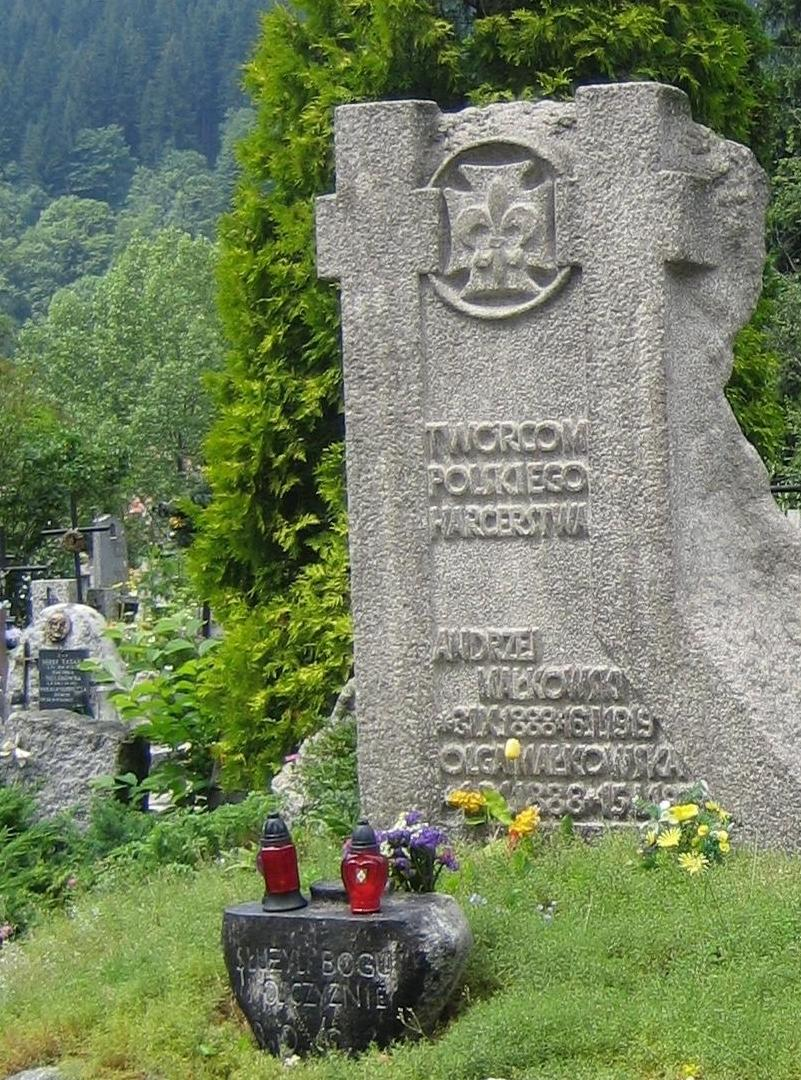
Pomnik Andrzeja i Olgi Małkowskich na Nowym Cmentarzu w Zakopanem autorstwa Henryka Burzca

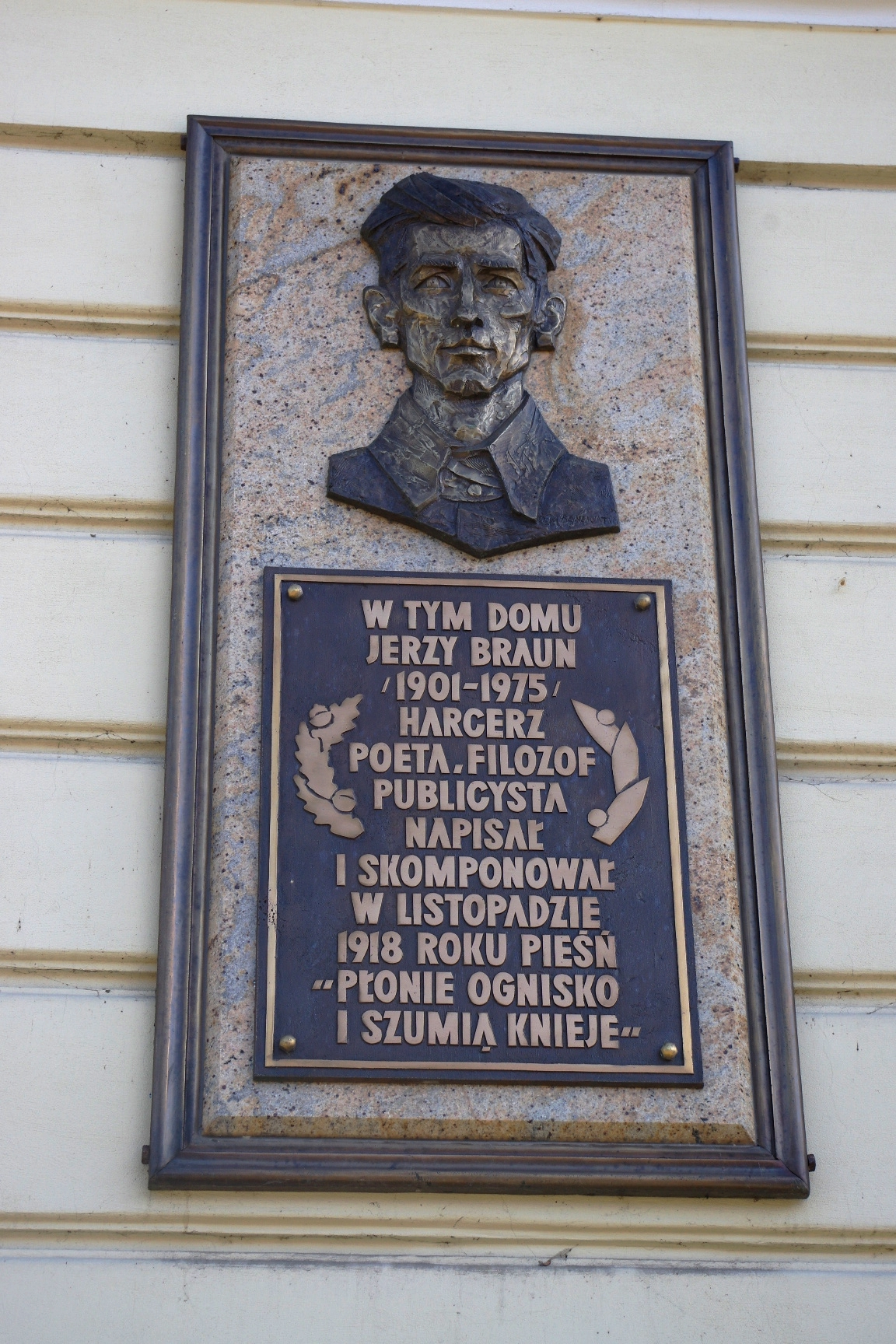
Tablica upamiętniająca harcerza, pisarza, poetę i polityka Jerzego Brauna na domu, w którym mieszkał przy ul. Narutowicza w Tarnowie

We wrześniu 1910 uczniowie I Gimnazjum św. Anny w Krakowie założyli zastęp „Kruków” (zastępowy – Władysław Smolarski). Również w 1910 w Tarnowie Jerzy Bonkowicz-Sittauer zorganizował w tamtejszej szkole realnej Drużynę Skautową im. Zawiszy Czarnego, w 1911 powstały dwie kolejne drużyny. Wiosną 1911 powstał zastęp skautów przy II Gimnazjum w Nowym Sączu. We wrześniu 1911 Zygmunt Wyrobek w oparciu o krakowski zastęp „Kruków” zawiązał Drużynę Skautów im. Kościuszki, zaś Zofia Langierówna utworzyła pierwszy w Krakowie zastęp żeński, a następnie w grudniu – I Drużynę Skautek im. Emilii Plater (wg innych źródeł w grudniu 1911 w oparciu o zastęp Langierówny I Drużynę Skautek im. Klaudii z Działyńskich Potockiej założyła Roma Wodziczko-Dediowa). 11 listopada 1911 zastępy z I i II Gimnazjum w Nowym Sączu połączyły się w drużynę skautową.
Jednym z pierwszych ośrodków działalności skautowej było też Zakopane, gdzie drużyny organizowali Andrzej Małkowski i Olga Drahonowska. Z miastem tym wiążą się też początki ruchu zuchowego.
W Tarnowie zastępowym i drużynowym III Drużyny Harcerzy im. Michała Wołodyjowskiego, a następnie komendantem hufca był Jerzy Braun, autor pieśni Płonie ognisko i szumią knieje.
29 marca 1912 powstała w Krakowie Komenda Drużyn Miejscowych harcerstwa męskiego z komendantem Zygmuntem Wyrobkiem, z kolei jesienią zawiązano Komitet Skautowy Pań, który w 1917 przekształcił się w Komendę Drużyn Miejscowych Żeńskich z komendantką Jadwigą Uhm-Kordecką. W 1919–1920 utworzono Chorągiew Krakowską męską, a następnie żeńską, teren ich działania ulegał kilkakrotnie nieznacznym zmianom.
Harcerstwo krakowskie uczestniczyło w walkach o odzyskanie przez Polskę niepodległości i w powstaniach śląskich.

### II Rzeczpospolita
W 1918 powstała jedna z najstarszych jednostek harcerskich w Krakowie – 13 Krakowska Drużyna Harcerska „Czarna Trzynastka”, założona przez Józefa Grzesiaka „Czarnego”, późniejszy Szczep „Czarnej Trzynastki Krakowskiej” im. Zawiszy Czarnego. Z tej jednostki, w 1931 roku wyłoniła się 19 Krakowska Drużyna Harcerzy im. Żwirki i Wigury (znana jako „Krakowska Dziewiętnastka Lotnicza”), która później wyspecjalizowała się w lotnictwie i aeronautyce.
W okresie międzywojennym harcerki i harcerze krakowscy zainicjowali wiele działań programowych, które inspirowały cały ruch harcerski, w szczególności w zakresie obozownictwa i metodyki oraz w ruchu starszoharcerskim. W Sromowcach Wyżnych w Pieninach Olga Małkowska prowadziła Szkołę Pracy Instruktorskiej i Pracy Harcerskiej – „Cisowy Dworek”.
Jesienią 1921 krakowski i tarnowski instruktor harcerski Adam Ciołkosz nawołując do odnowy harcerstwa, zapoczątkował w Krakowie Wolne Harcerstwo i redagował pisma „Płomienie” oraz „Listy do Starszych Harcerzy”.
W Krakowie odbył się VI Walny Zjazd ZHP w 1926 i XI Walny Zjazd w 1931.

### Szare Szeregi – ZHP w czasie II wojny światowej

Pomnik pamięci harcerzy plutonu „Alicja” w Krakowie

Podczas II wojny światowej liczne drużyny z regionu krakowskiego działały w konspiracji, m.in. w Pogotowiu Harcerek oraz w Szarych Szeregach.
Chorągiew Krakowska Szarych Szeregów nosiła kryptonim: Ul „Smok”, a od 21 października 1944 – „Dzwon”. Była jedną z najliczniejszych, o najbardziej rozbudowanej strukturze terenowej – funkcjonowały środowiska szaroszeregowe w: Bochni, Brzesku, Chrzanowie, Dąbrowie Tarnowskiej, Dębicy, Gorlicach, Jarosławiu, Jaśle i okolicy (Błażowa, Czudec, Hyżne, Tyczyn), Krakowie, Krośnie, Krynicy, Krzeszowicach, Łańcucie, Mielcu, Mościcach (obecnie dzielnica Tarnowa), Myślenicach, Niebylcu i okolicy (Domaradz, Gwoźnica Górna, Lutcza, Połomia, Strzyżów), Nisku, Nowym Sączu, Olkuszu, Pilźnie, Przemyślu-Zasaniu, Przeworsku, Ropczycach, Rzeszowie, Sanoku, Sędziszowie, Stalowej Woli, Tarnobrzegu, Tarnowie, Zakopanem i Żabnie.
W Krakowie istniała bardzo silna organizacja Zawiszy (z komendantem Kazimierzem Lisińskim). Krakowskie Grupy Szturmowe składały się z kompanii „Bartek” (plutony „Danuta”, „Ewa” i „Felicja”) oraz organizującej się kompanii „Maciek” (plutony „Alicja” – tzw. podgórski, upamiętniony pomnikiem, „Barbara” i „Cecylia”), w Mościcach funkcjonował dywersyjny pluton Grup Szturmowych „Dzika”. Hufiec Nowy Sącz organizował przerzuty na Węgry.
W Krakowie i Mościcach prowadzono podziemną działalność wydawniczą, w Mościcach działała tajna szkoła podchorążych.
Harcerze hufca nowosądeckiego, noszącego nazwę 1 Podhalańskiej Drużyny im. Zawiszy Czarnego, w latach 1941–1942 pomagali ludności żydowskiej w dwóch gettach w Nowym Sączu. W 1944 hufiec ten został rozbity, a jego kadra rozstrzelana.
Krakowskie Szare Szeregi poniosły olbrzymie straty osobowe: Gestapo zamordowało trzech komendantów chorągwi, a w szczególnie tragicznym roku 1943 hitlerowcy przeprowadzili w mieście wiele aresztowań, zginęli liczni instruktorzy i harcerze.

### Działalność po II wojnie światowej

SP-BZP „Harcerz”, pierwszy balon Harcerskiego Klubu Balonowego (najstarszy istniejący polski balon n.o.p.)

Po wojnie harcerze krakowscy czynnie uczestniczyli w odbudowie kraju ze zniszczeń. W marcu 1945 powstała Składnica Harcerska w Krakowie, która podjęła m.in. działalność wydawniczą.
4 grudnia 1956 reaktywowano Związek Harcerstwa Polskiego na terenie Krakowa. Następnego dnia odbyło się posiedzenie reaktywowanej komendy chorągwi ZHP, jednocześnie oficjalnie poinformowano Ministerstwo Oświaty o reaktywowaniu ZHP. Reaktywowanie ZHP zostało potwierdzone w rejestrze stowarzyszeń, zgodnie z którym ZHP nadal figurował jako stowarzyszenie istniejące, choć o zawieszonej działalności.
W 1957 z połączenia dwóch krakowskich drużyn harcerskich – 14 Krakowskiej Drużyny Harcerzy „Brązowa Czternastka” im. ks. bp. dr. Władysława Bandurskiego (zał. w 1932) i 18 Krakowskiej Drużyny Harcerzy, z inicjatywy Ryszarda Wcisły, powstał Biały Szczep – w późniejszych latach czołowe środowisko starszoharcerskie, działające wbrew naciskom politycznym i zaangażowane w Ruch Odnowy ZHP na początku lat 80. XX w. W Szczepie stosowano nieprzerwanie tradycyjną metodykę – przedwojenny system stopni, sprawności i znaki służb, oraz tradycyjne Przyrzeczenie Harcerskie, instruktorzy szczepu uczestniczyli również w ruchu starszoharcerskim i w odtwarzaniu specjalności łącznościowej.
Rok harcerski 1966/1967 rada chorągwi ogłosiła rokiem sztandarowym. Podczas zlotu chorągwi 7–8 października 1967 na Rynku Głównym nastąpiło uroczyste nadanie chorągwi imienia Tadeusza Kościuszki i sztandaru. Około 80% drużyn chorągwi uzyskało tytuł „Drużyn Kościuszkowskich”. W następnych latach zdobywano kolejne edycje chorągwianej odznaki „Kościuszkowcy”.
W latach 1961–1964 działała Krakowska Szkoła Instruktorów, a od 1975 – Chorągwiana Szkoła Instruktorów, prowadzono akcje kształceniowe w Orawce (1963–1966) i Jasieńczyku (w latach 70.).
W okresie PRL podejmowano też działania o charakterze propagandowym w duchu wychowania socjalistycznego, m.in. w 1969 na Rynku Głównym w Krakowie zainaugurowano akcję „Iskra-70” upamiętniającego rocznicę urodzin Włodzimierza Lenina, a chorągiew była współorganizatorem Harcerskiego Rajdu Szlakiem Lenina w 1970 i manifestacji młodzieży w Poroninie.
W 1969 Komenda Chorągwi Związku Harcerstwa Polskiego im. Tadeusza Kościuszki w Krakowie otrzymała Złotą Odznakę „Za Pracę Społeczną dla miasta Krakowa”.
W 1975, w związku z reformą podziału administracyjnego kraju, zmniejszono obszar działania chorągwi. Z części jednostek Chorągwi Krakowskiej i Rzeszowskiej powstały nowe chorągwie: Nowosądecka i Tarnowska. Chorągiew Nowosądecka w 1984 liczyła 43,2 tys. członków w 25 hufcach. W 1978 chorągiew ta przyjęła imię Janka Krasickiego. Chorągiew Tarnowska skupiała w 1984 45,1 tys. członków w 33 hufcach, z największym liczebnie hufcem Tarnów (7 tys. członków). W 1977 otrzymała sztandar i imię gen. Józefa Bema.
W 1980 zainaugurowano akcję „Kraków-730” (kryptonim związany z 730-leciem lokacji miasta przypadającym w 1987). Uczestnicy obozów i rajdów harcerskich przebywający w okolicy Krakowa pracowali przez 1 dzień na rzecz odnowy miasta, w zamian miejscowi harcerze pomagali w poznaniu dawnej stolicy. Również w 1980 w Czorsztynie odbyły się I Ogólnopolskie Manewry Harcerskiej Straży Granicznej.
Grupa krakowskich instruktorów harcerskich podpisała list, który dał początek ruchowi Porozumienia Kręgów Instruktorów Harcerskich im. Andrzeja Małkowskiego (KIHAM).
Na dużą skalę zorganizowano obchody 70. rocznicy powstania harcerstwa. W 1980 w Muzeum Okręgowym w Tarnowie, przy udziale komendy Chorągwi Tarnowskiej i Archiwum w Tarnowie zaprezentowano wystawę „Harcerstwo w dziejach Tarnowa 1910–1980”. Organizatorzy sprowadzili eksponaty z niemal wszystkich regionów kraju i zgromadzili bogaty materiał faktograficzny, którego jedynie część mogła zostać wystawiona. Ekspozycja zapoczątkowała wiele kolejnych, związanych z jubileuszem 70-lecia ruchu harcerskiego i stała się inspiracją do wielu działań w zakresie muzealnictwa harcerskiego.
W dniach 18–20 września 1981 odbył się w Krakowie na krakowskich Błoniach Jubileuszowy Zlot 70-lecia Harcerstwa Polskiego – zlot ZHP z okazji 70. rocznicy powstania harcerstwa, zorganizowany głównie siłami krakowskich instruktorów KIHAM.
Od 1982 Chorągiew Krakowska ZHP wydawała miesięcznik „Harcerz Rzeczypospolitej” (obecnie internetowe pismo ruchu harcerskiego), prowadziła też bogatą działalność wydawniczą.
W 1984 odbył się pierwszy wzlot harcerskiego balonu SP-BZP „Harcerz” z Błoni Krakowskich.

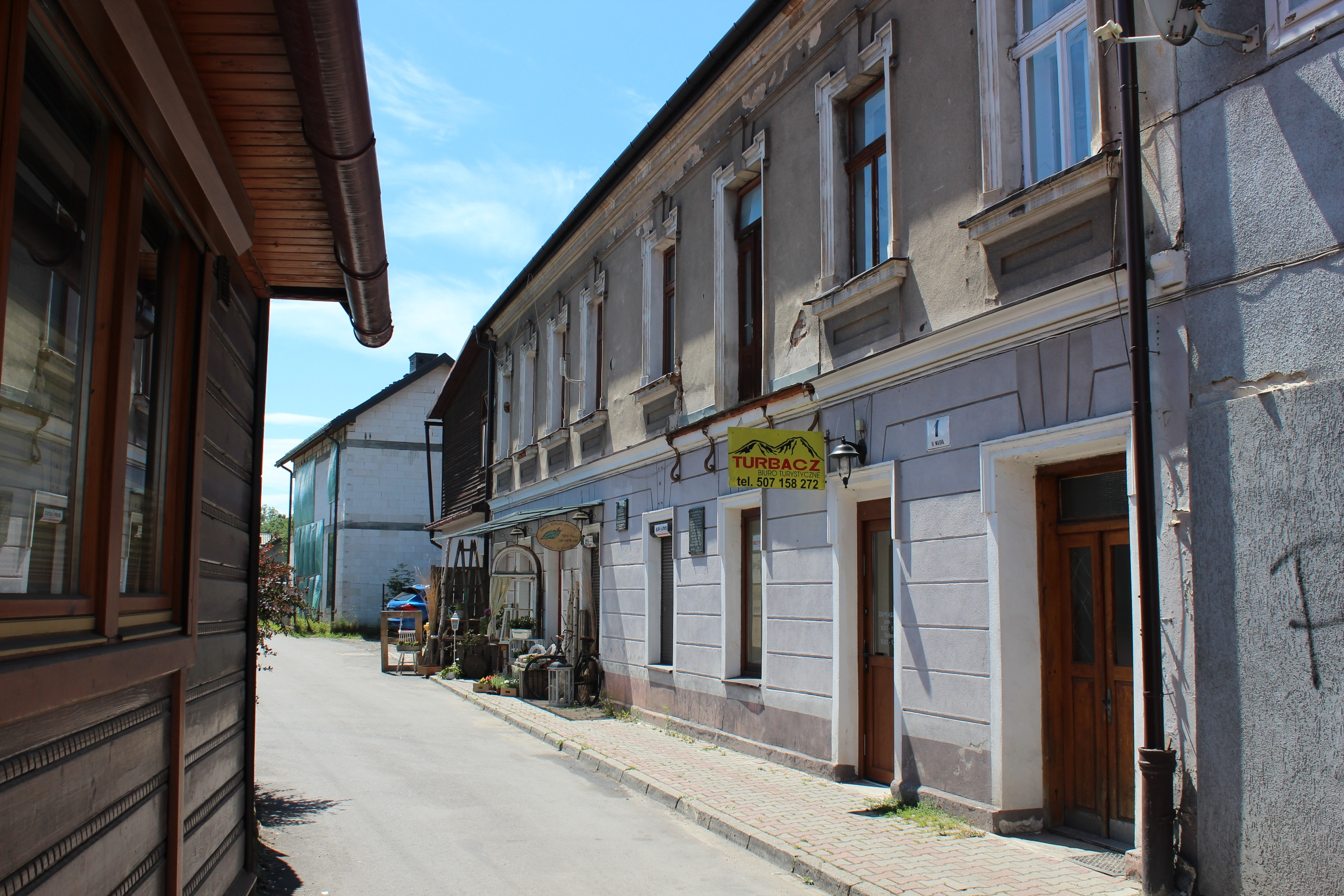
Dawny budynek Domu Wycieczkowego PTTK „Turbacz” w Rabce-Zdroju, gdzie powstał Nieprzetarty Szlak

W chorągwi działało kilka zespołów artystycznych, m.in. reprezentacyjny zespół chorągwi przy Pałacu Młodzieży w Krakowie „Małe Słowianki”. Przez wiele lat w Krakowie miał swoją siedzibę Wydział Nieprzetartego Szlaku Głównej Kwatery ZHP, a w Rabce organizowano kursy instruktorskie NS.
W 2010, w 100. rocznicę powstania harcerstwa, zorganizowano w Krakowie Jubileuszowy Zlot Stulecia Harcerstwa „Kraków 2010”.

## Chorągiew Krakowska współcześnie
do uzupełnienia
Chorągiew tworzą 22 hufce (lipiec 2015). Stan organizacyjny na dzień 1 stycznia 2009 roku wynosił 5825 osób. Komendantem Chorągwi od 2014 jest hm. Mariusz Siudek.
Chorągiew posiada ośrodek szkoleniowo-wypoczynkowy w Piaskach-Drużkowie, w którym od lat 80. odbywają się kursy instruktorskie, szkolenia i biwaki harcerskie.

## Komendanci Chorągwi

### 1919–1939

#### Komendantki Krakowskiej Chorągwi Harcerek z lat 1919–1939
| Lp. | Imię i nazwisko, stopień     | od          | do          |
| --- | ---------------------------- | ----------- | ----------- |
| 1.  | Bronisława Uhmianka          | 17 III 1919 | 2 I 1921    |
| 2.  | Jadwiga Igielska pd.         | 3 I 1921    | 19 II 1921  |
| 3   | Jadwiga Wojciechowska phm.   | 20 II 1921  | 1922        |
| 4.  | Bronisława Uhmianka-Kordecka | 1922        | 21 XII 1923 |
| 5.  | Jadwiga Ackermannówna phm.   | 22 XII 1923 | IV 1926     |
| 6.  | Henryka Braunowa hm.         | IV 1926     | 13 VI 1930  |
| 7.  | Felicja Kasprzykówna hm.     | 14 VI 1930  | 9 XII 1931  |
| 8.  | Jadwiga Orłowiczówna hm.     | 10 XII 1931 | 1934        |
| 9.  | Maria Irena Mileska hm.      | 1934        | 30 IV 1935  |
| 10. | Alina Kleczewska hm.         | 1 V 1935    | 5 XII 1937  |
| 11. | Zofia Kottik hm.             | 6 XII 1937  | 1 IX 1939   |

Komendantka Pogotowia Harcerek 1938-39 phm. Alina Kotówna.

#### Komendanci Krakowskiej Chorągwi Harcerzy z lat 1918–1939
| Lp. | Tytuł, Imię i nazwisko, stopień | od          | do          |
| --- | ------------------------------- | ----------- | ----------- |
| 1.  | dr Bronisław Piątkiewicz        | 1918        | I 1920      |
| 2.  | Tadeusz Biernakiewicz           | I 1920      | IX 1921     |
| 3   | Stefan Kuta-Kaliński phm.       | IX 1921     | I 1923      |
| 4.  | Michał Affanasowicz phm.        | I 1923      | 21 XII 1923 |
| 5.  | Józef Bielec phm.               | 22 XII 1923 | 31 XII 1924 |
| 6.  | Zdzisław Stieber phm.           | 1 I 1925    | 19 I 1927   |
| 7.  | ks. Marian Luzar phm./hm.       | 20 I 1927   | 8 I 1930    |
| 8.  | dr Władysław Szczygieł hm.      | 9 I 1930    | 30 IV 1935  |
| 9.  | Władysław Muż hm.               | 1 V 1935    | 15 XI 1936  |
| 10. | Stanisław Mitko hm.             | 16 XI 1936  | 17 XI 1938  |
| 11. | Jan Bugajski hm.                | 18 XI 1938  | 1 IX 1939   |

Komendant Pogotowia Harcerzy – phm. Jan Ryblewski

### 1939–1945

#### Komendantki Pogotowia Harcerek w latach 1939–1945
| Lp. | Imię i nazwisko, stopień         | od        | do   |
| --- | -------------------------------- | --------- | ---- |
| 12. | Alina Kotówna phm.               | 1 IX 1939 | 1940 |
| 13. | Kazimiera Sobieska phm.          | 1940      | 1941 |
| 14. | Alojza Tokarz-Zwolińska phm./hm. | 1941      | 1945 |

#### Komendanci Chorągwi Szarych Szeregów
| Lp. | Imię i nazwisko, pseudonim, stopień | od         | do         |
| --- | ----------------------------------- | ---------- | ---------- |
| 12. | Stanisław Rączkowski „Stach” hm.    | 15 XI 1939 | 28 VI 1940 |
| 13. | Stefan Seweryn Udziela „Lubicz” hm. | 29 VI 1940 | 23 IV 1941 |
| 14. | Stanisław Okoń „Sumak” phm.         | 7 V 1941   | 4 III 1942 |
| 15. | Eugeniusz Fik „Osk” hm.             | III 1942   | III 1943   |
| 16. | Edward Heil „Jerzy” hm.             | III 1943   | 8 V 1944   |
| 17. | Wincenty Mucha „Komar” hm.          | V 1944     | 18 I 1945  |

### 1945–1949

#### Komendantka Chorągwi Harcerek po II wojnie światowej
| Lp. | Imię i nazwisko, stopień          | od       | do |
| --- | --------------------------------- | -------- | -- |
| 15. | Alina Kleczewska-Dziewanowska hm. | 8 V 1945 |    |

#### Komendanci Chorągwi Harcerzy po II wojnie światowej
| Lp. | Imię i nazwisko, stopień  | od         | do         |
| --- | ------------------------- | ---------- | ---------- |
| 18. | Eugeniusz Fik hm.         | II 1945    | 15 VI 1947 |
| 19. | Rudolf Korzeniowski hm.   | 15 VI 1947 | 18 XI 1948 |
| 20. | Mieczysław Politowski hm. | 18 XI 1948 | 3 IV 1949  |

#### Komendanci Chorągwi Harcerstwa (połączonej)
| Lp. | Imię i nazwisko, stopień  | od         | do         |
| --- | ------------------------- | ---------- | ---------- |
| 1.  | Mieczysław Politowski hm. | 3 IV 1949  | 1 XII 1949 |
| 2.  | Stanisław Koperski phm.   | 1 XII 1949 | I 1950     |

Stanisław Koperski był Komendantem Wojewódzkim ZHP do sierpnia 1950

### Po 1956

#### Komendanci Krakowskiej Chorągwi Harcerstwa (od 1964 Chorągwi ZHP)
| Lp. | Imię i nazwisko, stopień       | od                 | do          |
| --- | ------------------------------ | ------------------ | ----------- |
| 1.  | Marian Wierzbiański hm.        | 5 XII 1956         | 9 VI 1957   |
| 2.  | Eugeniusz Fik hm.              | 9 VI 1957          | 1 II 1959   |
| 3   | Bogusław Rybski hm.            | 1 II 1959          | 1 XII 1959  |
| 4.  | Juliusz Langner hm.            | 1 XII 1959         | 1 II 1961   |
| 5.  | Jan Ciastoń phm./hm.           | 1 II 1961          | 3 IV 1963   |
| 6.  | Mieczysław Kucharski hm.       | 3 IV 1963          | XI 1964     |
| 7.  | Władysław Pancerz hm./hm. PL   | (XI 1964) 1 V 1965 | 24 VI 1971  |
| 8.  | Tadeusz Prokopiuk hm.          | 24 VI 1971         | 30 V 1973   |
| 9.  | Stanisław Ciuła hm./hm. PL     | 30 V 1973          | 12 I 1981   |
| 10. | Danuta Noszka hm./hm. PL       | 12 I 1981          | 9 V 1984    |
| 11. | Jan Hrynczuk hm.               | 9 V 1984           | 13 I 1985   |
| 12. | Andrzej Krzyworzeka hm./hm. PL | 13 I 1985          | 9 XII 1989  |
| 13. | Sławomir Sprawski hm.          | 9 XII 1989         | 15 IX 1990  |
| 14. | Jarosław Balon hm.             | 15 IX 1990         | 7 IX 1998   |
| 15. | p.o. Zbigniew Trembacz hm.     | 7 IX 1998          | 10 III 1999 |
| 16. | p.o. Marek Rumian hm.          | 27 IV 1999         | 11 XII 1999 |
| 17. | Jerzy Klinik hm.               | 11 XII 1999        | 20 IV 2002  |
| 18. | Andrzej Żugaj hm.              | 20 IV 2002         | 4 XII 2010  |
| 19. | Paweł Grabka hm.               | 4 XII 2010         | 18 X 2014   |
| 20. | Mariusz Siudek hm.             | 18 X 2014          | 03 XII 2022 |
| 21. | Artur Walkowiak hm.            | 03 XII 2022        | Obecnie     |